# Erste Sehnsucht
Erste Sehnsucht ist ein französischer Softsexfilm aus dem Jahr 1984, bei dem der britische Fotograf David Hamilton Regie führte. Darin tritt Anja Schüte zum dritten Mal in einem von Hamiltons Filmen auf, nach Die Geschichte der Laura M und Zärtliche Cousinen. Emmanuelle Béart, zu dieser Zeit Schauspielschülerin, bekam in Erste Sehnsucht die erste Filmrolle ihrer Karriere.

## Inhalt
Die drei Mädchen Hélène, Dorothée und Caroline verbringen die Sommerferien an der Côte d’Azur. Dabei haben die drei pubertierenden Nymphchen eigentlich nur eines im Kopf: Männer! Nachdem sie während einer Bootsfahrt in einen Sturm geraten und kentern, stranden sie auf einer kleinen Insel. In einem Hafencafé lernen die Mädchen die jungen Männer Max, Raoul und Etienne kennen. Während Hélène und Dorothée mit Max und Raoul anbändeln, will Caroline zunächst von Etienne nichts wissen – erst recht nicht, als sie den reifen und reichen Jordan trifft, der eine tiefe Leidenschaft in ihr weckt. Außerdem meint sie in ihm ihren Retter nach dem Schiffbruch erkannt zu haben. Allerdings ist Jordan bereits mit der attraktiven und erfolgreichen Pianistin Julia verheiratet.

## Kritiken
Das Lexikon des internationalen Films nannte Erste Sehnsucht einen „schwachsinnige[n] Softsexfilm im Rahmen der Pseudoästhetik des Fotografen David Hamilton.“ Eine „(…) schleimweichgezeichnete Voyeursklamotte des Erotikspekulanten Hamilton“ sah und wertete mit 1½ Sternen als mäßig das Lexikon „Filme im Fernsehen“ von Adolf Heinzlmeier und Berndt Schulz. 2006 erschien der Film auf DVD, was den Kritiker Fritz Göttler von der Süddeutschen Zeitung zur Bemerkung veranlasste: „Eine abgeschiedene Welt, in der die jungen Männer nur eine ganz minimale, tölpelige Nebenrolle spielen, eine Welt des femininen Narzissmus, bei dessen zarten Küssen von Frau zu Frau – er weiß es wohl – selbst der diskrete Filmemacher stört.“